# 本堂城
本堂城（ほんどうじょう）は、秋田県仙北郡美郷町にあった中世日本の城。城跡は県指定史跡となっている。

## 概要
本堂城は、戦国時代に構築された平城で、本堂氏の居城である。六郷複合扇状地の扇端近くに立地し、城跡の北西側を矢島川（雄物川水系）が南西方向に流れる。内堀は東西182m、南北273mの矩形をなし、幅はおよそ10mで東西南北にめぐらされ、北西端のみ矢島川の自然の流れを利用していたとみられる。内城の周囲には内堀に接して高さ4m、基底部分の幅が6mの断面が台形状の土塁が築かれていたと考えられる。内城（曲輪）は、本丸のみのシンプルな構造と思われ、その広さは東西140m×南北180mであった。現在、内堀跡の一部は水田、また内城跡は畑地として利用され、東北端には土塁の一部が遺存している。
慶長19年（1614年）銘の現存する古絵図『本堂城廻絵図』（皆川氏旧蔵、現秋田県立博物館所蔵）によれば、さらに外堀があったことが記されている。その規模は東西436m、南北405mにもおよんでおり、小領主のものとしては大規模なものである。絵図によれば、内堀から20mから30mの距離をへだてて、内堀を包むように囲み、南側だけが凸状に出ており、南に正門、東西の中央部にもそれぞれ門のあったことがわかる。このうち、東門だけが城下町と本堂城を直接むすんでいる。
城跡から炭化米や礎石が出土しているが、規模や構造、立地などの面からみて軍事的意味はあまり高くない。おそらくは村落支配の必要上、平城の経営におよんだものと推定できる。

## 歴史・沿革

### 城主
本堂氏は、鎌倉時代の前半に陸奥国和賀郡に土着し、南北朝時代に出羽国山本郡（現在の仙北郡）に進出した和賀氏の庶流と考えられている。本堂氏は当初は角館を本拠とする戸沢氏と姻戚関係を結んだものの、周囲の安東氏、小野寺氏、戸沢氏の諸勢力に組み入れられることなく、山城の元本堂城を本拠とし、義親 - 頼親 - 朝親 - 忠親と続いた。『寛政重修諸家譜』によれば、義親は北の戸沢氏と戦い鶯野で戦死、頼親も南の金沢城主との戦いで戦死、朝親もまた戦死している。
戦国時代後半には付近一帯を支配する小大名に成長し、山城であった元本堂城から移ったのは天文年間（1532年 - 1555年）と考えられる。1590年（天正18年）、豊臣秀吉の小田原征伐に参陣、同年9月、上杉景勝の家臣藤田信吉による検地に協力している。同年12月19日、これらにより、本堂忠親は秀吉から元本堂、黒沢などの中郡（現在の仙北郡南部）11か村、8,983石余の知行地が本領安堵された（『本堂宛秀吉知行朱印状』）。なお、忠親は秀吉の朝鮮出兵にあたって肥前名護屋におもむき、文禄2年（1593年）の牧使城（晋州）攻撃の派兵が計画された際には秋田実季などとともに名前があがっており、兵25人の軍役が割り当てられている（『浅野家文書』）。

## 地理

### 城周辺

#### 本堂城下町
本堂城より1.5kmから2km東の湧水地帯（扇状地扇端部）には城下町があり、本堂町、後町、仲町の町名が今も残っている。平城（本堂城）を構築した際に整備したものとみられ、その位置は山城（元本堂城）と古代城柵遺跡の所在する払田柵跡を結ぶ道路のほぼ中間にあたる。道路の両側に向き合って家がならんでおり、散村形態の卓越する当地方にあって長さ700m弱の街村の形態をなす。『本堂城廻絵図』によれば、この3町および田町から成っていたことがわかり。その規模はおよそ100戸であった。集中度からいえば明らかに強制的移住によるものと考えられるが、江戸時代のように商人町・武家町・寺社地などの区別はなく、当時の当地方小領主の支配地域における兵農分離の進んでいない状況を傍証する。ただし、「後町」などの名称より集住した人間のあいだに階層的区別があったことはうかがわれる。
慶長19年の『本堂城廻絵図』によれば、周辺の川口・今宿・飛沢なども「町」と記されており、これは自然村落を「町」と称したもので都市計画をおこなったものではないが、本堂城下町とは、川口町道・今宿町道・飛沢町道などで結ばれていた。他に、長信田道・元本堂町・若林山道などがあり、いずれも城下町から放射状に道路が領内要所に向かってのびていた。
関ヶ原の戦いののちの慶長5年（1600年）12月、本堂忠親の子本堂茂親は国替えを命ぜられ、慶長7年（1602年）佐竹氏の入部にともない交代寄合として常陸国新治郡志筑8,500石に転封となり、本堂城は廃城となった。旧城下町はその後、江戸時代を通じて「本堂城廻村」を称している。今日では純農村となっているが、本堂城回集落には現在でも疫病を防ぎ安寧を祈る鬼神であるショウキ様が2ヶ所道祖神として祀られ、毎年新藁で衣替えがなされる。

#### 本堂領
本堂領は、地形的には扇頂部、扇央部、扇端部から成り、扇頂部には長信田（大仙市）・仙屋（美郷町）・黒沢（同）・元本堂（同）などの村が南北に連なり、扇端部には寺田・中里・板南井・駒場・高梨・横沢（いずれも大仙市）などの村が形成されていた。前者は畠が多いのに対し、扇端部とそれにつづく地域では田地が多く、全耕地に占める水田の比率が高く、しかも上田が多い（下表参照。数値は1590年の朱印状による）。
| 村     |  | 上田     | 中田     | 下田     | 高         |  | 上畠    | 中畠    | 下畠    |  | 総高       |  | 立地ほか                    |
| ------ |  | -------- | -------- | -------- | ---------- |  | ------- | ------- | ------- |  | ---------- |  | --------------------------- |
| 寺田   |  | 25町2段  | 6町3段   | 5町5段   | 409石9斗   |  | 1町8段  | -       | 0町1段  |  | 430石      |  | 扇端                        |
| 横沢   |  | 2町8段   | 11町2段  | 1町7段   | 160石2斗   |  | 2町3段  | 0町6段  | 8町8段  |  | 238石5斗   |  | 扇端・湧水                  |
| 駒場   |  | 39町9段  | 10町8段  | 15町3段  | 710石6斗   |  | 5町9段  | 2町3段  | 2町3段  |  | 787石3斗   |  | 扇端                        |
| 中里   |  | 29町9段  | 2町3段   | 0町6段   | 398石9斗   |  | 2町7段  | 1町5段  | -       |  | 431石9斗   |  | 扇端                        |
| 仙屋   |  | 41町6段  | 14町4段  | 12町7段  | 747石      |  | 9町3段  | 10町5段 | 12町5段 |  | 998石5斗   |  | 扇頂                        |
| 長信田 |  | 58町7段  | 29町1段  | 58町3段  | 1,464石    |  | 17町8段 | 19町1段 | 24町9段 |  | 1,944石7斗 |  | 扇頂                        |
| 高梨   |  | 81町5段  | 8町6段   | 12町1段  | 1,162石3斗 |  | 7町8段  | 4町6段  | 8町1段  |  | 1,321石7斗 |  | 扇端                        |
| 板南井 |  | 103町1段 | 41町6段  | 23町7段  | 1,844石2斗 |  | 9町5段  | 3町9段  | 4町8段  |  | 2,000石    |  | 扇端                        |
| 黒沢   |  | 0町3段   | 2町4段   | 1町4段   | 73石       |  | 0町4段  | -       | 0町5段  |  | 80石8斗    |  | 扇頂                        |
| 本堂   |  | 0町0段   | 0町0段   | 0町0段   | 0石        |  | 28町1段 | 0町2段  | 26町2段 |  | 440石3斗   |  | 扇端・湧水,上畠28町は屋敷地 |
| 元本堂 |  | 16町5段  | 5町5段   | 2町3段   | 271石7斗   |  | 2町3段  | 0町1段  | 2町2段  |  | 309石9斗   |  | 扇頂                        |
| 合計   |  | 399町5段 | 132町2段 | 133町6段 | 7,242石2斗 |  | 87町9段 | 42町8段 | 90町4段 |  | 8,983石3斗 |  |                             |

慶長19年の『本堂城廻絵図』にも本堂城下町および横沢村の20あまりの清水が描かれている。清水の湧出する地域は砂や礫が多く標高も低いため水田には向かず、田地は湧水地帯より約500m以西に広がっていたとみられる。なお、扇央部は絵図に「若林野」という表記があることからも、原野であったことがうかがわれる。したがって、本堂領は、東から
1. 山城のあった元本堂など畠地の多い扇頂部に点在する小集落
2. 水の得にくさから耕地化されない「若林野」などの扇央部の原野
3. 扇端部の湧水地帯に立地する本堂城下町をはじめとする諸集落
4. 扇端部の西に広がる水田地帯

の4層が帯状に南北に広がる景観をなしていた。本堂城および堀田城（後述）は、このうちの4.に所在する。

#### 堀田城
本堂城と本堂領西端の高梨村の間に、真山と長森の2つの小残丘がある。この丘はともに古代の城柵払田柵の一部として利用され、両丘陵を取り囲むかたちで外柵が築かれていたことが、秋田県教育委員会の学術調査によって判明している。政庁などの主要な建物があったのは東の長森丘陵であるが、西の真山は長森に比して標高が高く、急峻であるが、どのように利用されていたか不明な点も多い。戦国時代には、この真山丘陵が館（平山城）として利用されており、館主は堀田氏であった。軍記物（『奥羽永慶軍記』など）によれば、堀田氏は本堂氏の重臣として行動をともにしている。このことより、堀田城は本堂領の西縁を守る役割を担っていたことが推定できる。

## 史料

### 真澄の記録
三河国出身の紀行家菅江真澄は『月の出羽路仙北郡』 に、本堂城主について「元本堂より本覚寺も城引き移して、天文四年の頃は領地もいや増して、いよいよ家栄えて折々出陣ありし也」と記している。本覚寺は現在、六郷に所在する浄土宗の寺院である。また、本堂城跡より出土した漆塗りの手箱（魚藻文沈金手箱、後述）について、そのスケッチをのこしている。

## 考古資料

### 本堂城跡
この城跡は、平城跡としては遺存状態がすこぶる良好で、とくに内堀がほぼ原形のまま現存しており、中世城館の研究には好適な資料となるところから、1973年（昭和48年）12月11日に秋田県指定史跡となった。指定面積は33,125m2である。美郷町教育委員会は、2004年（平成16年）度より内容確認調査を実施しており、堀と土塁の埋土状況をトレンチを設定して調べている。なお、冬期には内堀およびその周辺に200羽ほどの白鳥がシベリアより越冬のため飛来する。

#### 所在地
- 秋田県仙北郡美郷町本堂城回字館間

#### 管理団体
- 美郷町教育委員会

### 遺構
美郷町教育委員会による内容確認調査で、南側、東側、西側の堀底の状況や土塁を構築する際に整地した面を確認している。

#### 南側の遺構
堀の上幅は確認したところで10m以上、深さ1mとなっており、覆土の断面観察より自然堆積したことが判明した。土塁はいったん土を削って整地したあと、再度、土を盛って構築しており、整地した面には拳大の大きさの石を敷き詰めていることがわかった。

#### 東側の遺構
堀の上幅は確認したところで13m以上、深さは最大で2.5m以上であることがわかった。土塁に関しては、土塁構築の際の整地層と盛土層を確認した。また、現況農道部分の掘り下げの結果、南北に平行して走向する溝2条を確認しており、明治時代の地籍図ではその溝の間の帯状区間が道路として利用されていることから、現在の農道はそののち拡幅したものであることを確認した。

#### 西側の遺構
南側、東側同様、土塁構築のための整地した跡と盛土した跡を確認した。また、農道の下から内堀に向かうスロープ状の落ち込みを確認した。

### 遺物

#### 魚藻文沈金手箱
江戸時代の後期、本堂城跡から出土した手箱で、室町時代末期に京都で製作されたものと推定されている。黒漆を一面に塗り、それに線刻で松・鶴・亀・岩・魚介・海草・仙桃・仙人などを描き、沈金の手法によりそれらが浮き出るようにしている。容量は1合。縦34.1 cm, 横23.1 cm, 高23.5 cm. 秋田県立博物館所蔵。県指定有形文化財。この手箱を修めた箱の蓋裏に

本堂伊勢守奥方御手箱
仙北郡本堂城落城慶長六丑年
右之嫡子本堂右近同七年牢人常州松岡城戸沢右京殿ニ奉公

の墨書がある本堂氏ゆかりの美品。『月の出羽路仙北郡』には菅江真澄のスケッチがある。

#### その他の遺物
美郷町教育委員会による内容確認調査の結果、中国製磁器（白磁、明代染付）、国産陶器（瀬戸大窯産）、羽子板、墨書のある檜扇の骨（十二神将のうちの「婆娑羅大将」、「宮毘羅大将」の墨書）、曲物などの破片が出土している。

## 関連文化財
2009年（平成21年）3月13日、「本堂城廻村絵図」（慶長19年（1614年）・明和4年（1767年）の2幅）が「歴史資料」として秋田県指定有形文化財となった。